# فابيو ألفيس (لاعب كرة قدم)
فابيو ألفيس هو لاعب كرة قدم برازيلي، ولد في 9 مارس 1988 في كوريتيبا في البرازيل.